# فيليبسبورغ
فيليبسببورغ (بالألمانية: Philippsburg) هي بلدة ألمانية ومدينة تقع في ألمانيا في بادن-فورتمبيرغ. يقدر عدد سكانها بـ 12,562 نسمة .

## المدن التوأمة
مدن جزيرة ري، Le Gua، فيليبسبورج (كانساس) وPhilippsbourg هي مدن توأمة لـفيليبسببورغ.